# 棱管殼屬
棱管殼屬為似楯殼螺目棱管殼科的一種原始軟體動物，生存於寒武紀早期的幸運期至第二期中期，化石發現於中國、蒙古、俄羅斯（當時的西伯利亞大陸）以及法國南部的 Montagne Noire 山脈。